# Escout
Escout est une commune française, située dans le département des Pyrénées-Atlantiques en région Nouvelle-Aquitaine.
La prononciation est [es'kut] : l'accent tonique est sur le [u], prononcé ou, et le [t] final se prononce.
Le gentilé est Escoutois.

## Géographie

### Localisation
La commune d'Escout se trouve dans le département des Pyrénées-Atlantiques, en région Nouvelle-Aquitaine.
Elle se situe à 28,7 km par la route de Pau, préfecture du département, et à 5,3 km d'Oloron-Sainte-Marie, sous-préfecture.
Les communes les plus proches sont : 
Escou (1,4 km), Herrère (2,4 km), Précilhon (2,5 km), Estialescq (3,4 km), Goès (3,5 km), Oloron-Sainte-Marie (4,5 km), Bidos (4,6 km), Gurmençon (5,1 km).
Sur le plan historique et culturel, Escout fait partie de la province du Béarn, qui fut également un État et qui présente une unité historique et culturelle à laquelle s’oppose une diversité frappante de paysages au relief tourmenté.

### Communes limitrophes
Les communes limitrophes sont  Escou, Estialescq, Herrère, Lasseube, Oloron-Sainte-Marie et Précilhon.
|                     | Estialescq | Lasseube |
| Précilhon           | Escout     | Escou    |
| Oloron-Sainte-Marie | Herrère    |          |

### Hydrographie

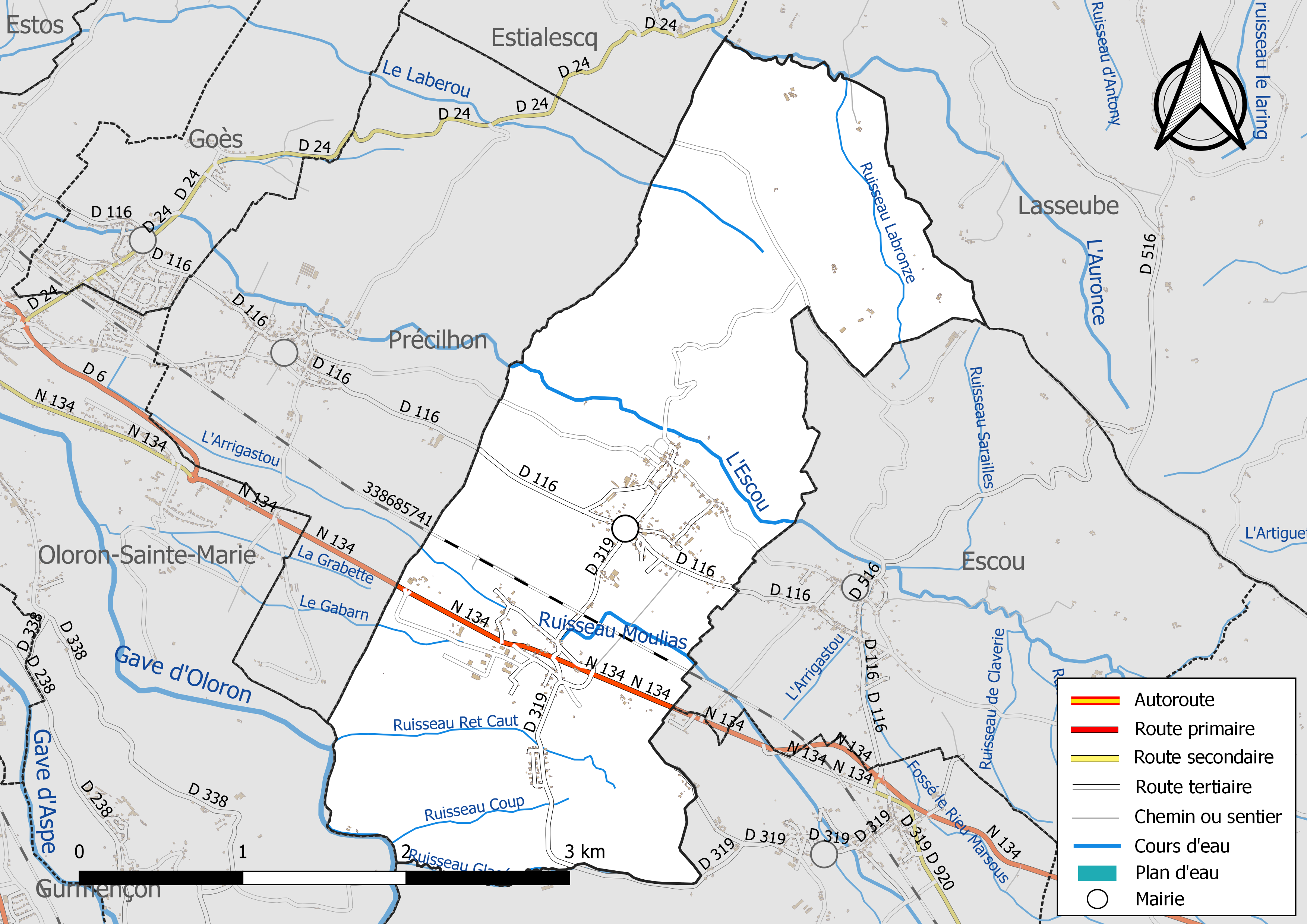
Réseaux hydrographique et routier d'Escout.

La commune est drainée par le gave d'Oloron, l'Auronce, l'Escou, l'Arrigastoû, le Laberou, L'Arrigastou, le Gabarn, le ruisseau Coup, le ruisseau Glacé, le ruisseau Labronze, le ruisseau Ret Caut, et par divers petits cours d'eau, constituant un réseau hydrographique de 11 km de longueur totale,.
Le gave d'Oloron, d'une longueur totale de 148,8 km, prend sa source dans la commune de Laruns et s'écoule vers le nord-ouest. Il traverse la commune et se jette dans le gave de Pau à Sorde-l'Abbaye, après avoir traversé 64 communes.
L'Auronce, d'une longueur totale de 22 km, prend sa source dans la commune de Lasseube et s'écoule d'est en ouest. Il traverse la commune et se jette dans le gave d'Oloron à Saucède, après avoir traversé 10 communes.
L'Escou, d'une longueur totale de 16,9 km, prend sa source dans la commune de Buzy et s'écoule du sud-est vers le nord-ouest. Il traverse la commune et se jette dans le gave d'Oloron à Estos, après avoir traversé 9 communes.
L'Arrigastoû, d'une longueur totale de 11,9 km, prend sa source dans la commune de Buzy et s'écoule du sud-est vers le nord-ouest. Il traverse la commune et se jette dans le gave d'Ossau sur le territoire communal, après avoir traversé 6 communes.

### Climat
Pour des articles plus généraux, voir Climat de la Nouvelle-Aquitaine et Climat des Pyrénées-Atlantiques.
Historiquement, la commune est exposée à un climat de montagne.  
En 2020, Météo-France publie une typologie des climats de la France métropolitaine dans laquelle la commune est toujours exposée à un climat de montagne et est dans la région climatique Pyrénées atlantiques, caractérisée par une pluviométrie élevée (>1 200 mm/an) en toutes saisons, des hivers très doux (7,5 °C en plaine) et des vents faibles.
Pour la période 1971-2000, la température annuelle moyenne est de 12,7 °C, avec une amplitude thermique annuelle de 13,8 °C. Le cumul annuel moyen de précipitations est de 1 337 mm, avec 11,7 jours de précipitations en janvier et 8,7 jours en juillet. Pour la période 1991-2020, la température moyenne annuelle observée sur la station météorologique la plus proche, située sur la commune d'Oloron-Sainte-Marie à 5 km à vol d'oiseau, est de 13,1 °C et le cumul annuel moyen de précipitations est de 1 491,4 mm,. Pour l'avenir, les paramètres climatiques de la commune estimés pour 2050 selon différents scénarios d’émission de gaz à effet de serre sont consultables sur un site dédié publié par Météo-France en novembre 2022.

### Milieux naturels et biodiversité

#### Réseau Natura 2000
Le réseau Natura 2000 est un réseau écologique européen de sites naturels d'intérêt écologique élaboré à partir des Directives « Habitats » et « Oiseaux », constitué de zones spéciales de conservation (ZSC) et de zones de protection spéciale (ZPS).
Deux sites Natura 2000 ont été définis sur la commune au titre de la « directive Habitats », : 
- « le gave d'Ossau », d'une superficie de 2 300 ha, un vaste réseau de torrents d'altitude et de cours d'eau de coteaux à très bonne qualité des eaux[22] ;
- « le gave d'Oloron (cours d'eau) et marais de Labastide-Villefranche », d'une superficie de 2 547 ha, une rivière à saumon et écrevisse à pattes blanches[23] ;

#### Zones naturelles d'intérêt écologique, faunistique et floristique
L’inventaire des zones naturelles d'intérêt écologique, faunistique et floristique (ZNIEFF) a pour objectif de réaliser une couverture des zones les plus intéressantes sur le plan écologique, essentiellement dans la perspective d’améliorer la connaissance du patrimoine naturel national et de fournir aux différents décideurs un outil d’aide à la prise en compte de l’environnement dans l’aménagement du territoire.
Une ZNIEFF de type 1 est recensée sur la commune, : 
le « tourbière de Gabarn » (115,98 ha), couvrant 2 communes du département et une ZNIEFF de type 2,, : 
le « réseau hydrographique du gave d'Oloron et de ses affluents » (6 885,32 ha), couvrant 114 communes dont 2 dans les Landes et 112 dans les Pyrénées-Atlantiques.

## Urbanisme

### Typologie
Au 1er janvier 2024, Escout est catégorisée commune rurale à habitat dispersé, selon la nouvelle grille communale de densité à sept niveaux définie par l'Insee en 2022.
Elle est située hors unité urbaine. Par ailleurs la commune fait partie de l'aire d'attraction d'Oloron-Sainte-Marie, dont elle est une commune de la couronne,. Cette aire, qui regroupe 44 communes, est catégorisée dans les aires de moins de 50 000 habitants,.

### Occupation des sols

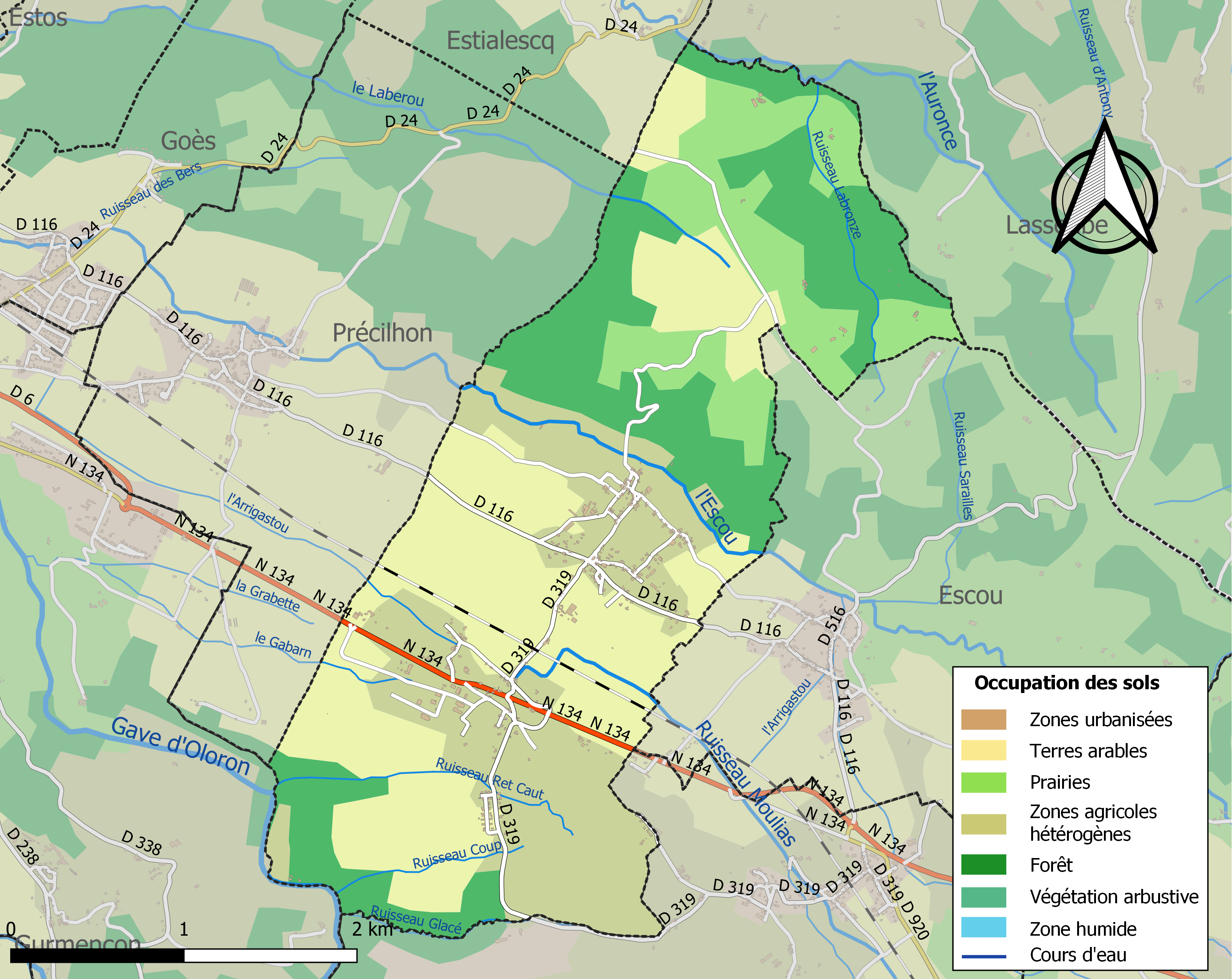
Carte des infrastructures et de l'occupation des sols de la commune en 2018 (CLC).

L'occupation des sols de la commune, telle qu'elle ressort de la base de données européenne d’occupation biophysique des sols Corine Land Cover (CLC), est marquée par l'importance des territoires agricoles (76 % en 2018), une proportion sensiblement équivalente à celle de 1990 (76,1 %). La répartition détaillée en 2018 est la suivante : 
terres arables (34,4 %), zones agricoles hétérogènes (26,9 %), forêts (23,9 %), prairies (14,6 %), espaces verts artificialisés, non agricoles (0,1 %). L'évolution de l’occupation des sols de la commune et de ses infrastructures peut être observée sur les différentes représentations cartographiques du territoire : la carte de Cassini (XVIIIe siècle), la carte d'état-major (1820-1866) et les cartes ou photos aériennes de l'IGN pour la période actuelle (1950 à aujourd'hui).

### Lieux-dits et hameaux
- Gabarn
- le Hameau
- la Serre
- Village

### Risques majeurs
Le territoire de la commune d'Escout est vulnérable à différents aléas naturels : météorologiques (tempête, orage, neige, grand froid, canicule ou sécheresse), inondations et séisme (sismicité moyenne). Il est également exposé à un risque technologique,  le transport de matières dangereuses. Un site publié par le BRGM permet d'évaluer simplement et rapidement les risques d'un bien localisé soit par son adresse soit par le numéro de sa parcelle.

#### Risques naturels
Certaines parties du territoire communal sont susceptibles d’être affectées par le risque d’inondation par une crue torrentielle ou à montée rapide de cours d'eau, notamment le gave d'Oloron, le Escou, le ruisseau Moulias et l'Auronce. La commune a été reconnue en état de catastrophe naturelle au titre des dommages causés par les inondations et coulées de boue survenues en 1982 et 2009,.

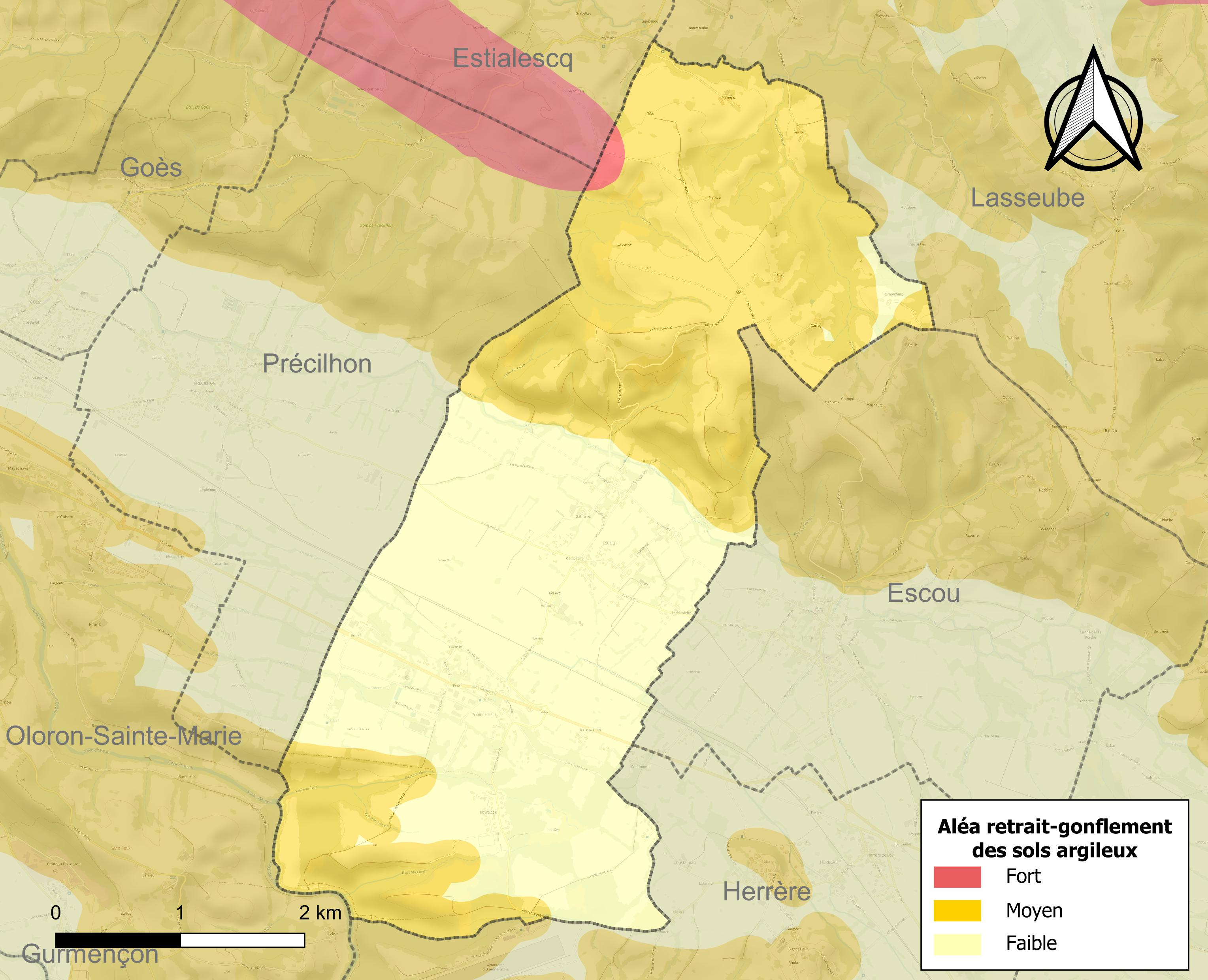
Carte des zones d'aléa retrait-gonflement des sols argileux d'Escout.

Le retrait-gonflement des sols argileux est susceptible d'engendrer des dommages importants aux bâtiments en cas d’alternance de périodes de sécheresse et de pluie. 50,2 % de la superficie communale est en aléa moyen ou fort (59 % au niveau départemental et 48,5 % au niveau national). Depuis le 1er octobre 2020, en application de la loi ELAN, différentes contraintes s'imposent aux vendeurs, maîtres d'ouvrages ou constructeurs de biens situés dans une zone classée en aléa moyen ou fort,.

## Toponymie
Le toponyme Escout apparaît sous les formes  Escot (1385, censier de Béarn), Escoot et Sent Bisentz d'Escoot (1442, notaires d'Oloron), Esquoot et Scot (respectivement 1538 et 1546, réformation de Béarn).
Plusieurs hypothèses ont été évoquées. Pour certains, ce nom béarnais pourrait signifier écossais ou poste de guet ou être un dérivé du nom de ruisseau « Escou ». L'hypothèse la plus vraisemblable est es coot (le pâturage).

## Histoire
Paul Raymond note qu'en 1385, Escout comptait 16 feux et dépendait du bailliage d'Oloron.

## Politique et administration
| Période                                  | Période      | Identité               | Étiquette | Qualité    |
| ---------------------------------------- | ------------ | ---------------------- | --------- | ---------- |
| Les données manquantes sont à compléter. |              |                        |           |            |
|                                          |              |                        |           |            |
| 1995                                     | 2001         | Jean Renault           | PS        | Professeur |
| 2001                                     | 2014         | Gérard Urrustoy        |           |            |
| 2014                                     | juillet 2020 | Michel Barrère-Mazouat |           |            |
| juillet 2020                             | En cours     | Sylvie Betat           |           |            |

### Intercommunalité
La commune fait partie de quatre structures intercommunales :
- la communauté de communes du Haut Béarn ;
- le syndicat AEP d'Ogeu-les-Bains ;
- le syndicat d’énergie des Pyrénées-Atlantiques ;
- le syndicat pour le regroupement scolaire de la vallée de l'Escou.

### Jumelages
Biscarrués (Espagne).

## Population et société

### Démographie
L'évolution du nombre d'habitants est connue à travers les recensements de la population effectués dans la commune depuis 1793. Pour les communes de moins de 10 000 habitants, une enquête de recensement portant sur toute la population est réalisée tous les cinq ans, les populations de référence des années intermédiaires étant quant à elles estimées par interpolation ou extrapolation. Pour la commune, le premier recensement exhaustif entrant dans le cadre du nouveau dispositif a été réalisé en 2006.

En 2022, la commune comptait 426 habitants, en évolution de −1,84 % par rapport à 2016 (Pyrénées-Atlantiques : +3,78 %, France hors Mayotte : +2,11 %).
| 1793 | 1800 | 1806 | 1821 | 1831 | 1836 | 1841 | 1846 | 1851 |
| ---- | ---- | ---- | ---- | ---- | ---- | ---- | ---- | ---- |
| 585  | 437  | 477  | 456  | 546  | 543  | 534  | 538  | 522  |

| 1856 | 1861 | 1866 | 1872 | 1876 | 1881 | 1886 | 1891 | 1896 |
| ---- | ---- | ---- | ---- | ---- | ---- | ---- | ---- | ---- |
| 504  | 506  | 508  | 425  | 403  | 418  | 418  | 409  | 389  |

| 1901 | 1906 | 1911 | 1921 | 1926 | 1931 | 1936 | 1946 | 1954 |
| ---- | ---- | ---- | ---- | ---- | ---- | ---- | ---- | ---- |
| 380  | 354  | 365  | 314  | 322  | 284  | 282  | 260  | 248  |

| 1962 | 1968 | 1975 | 1982 | 1990 | 1999 | 2006 | 2011 | 2016 |
| ---- | ---- | ---- | ---- | ---- | ---- | ---- | ---- | ---- |
| 267  | 300  | 314  | 374  | 409  | 394  | 392  | 423  | 434  |

| 2021 | 2022 | - | - | - | - | - | - | - |
| ---- | ---- | - | - | - | - | - | - | - |
| 431  | 426  | - | - | - | - | - | - | - |

La commune fait partie de l'aire d'attraction d'Oloron-Sainte-Marie.

## Économie
L'activité est principalement agricole (polyculture, élevage, pâturages). La commune fait partie de la zone d'appellation de l'ossau-iraty.

## Culture locale et patrimoine

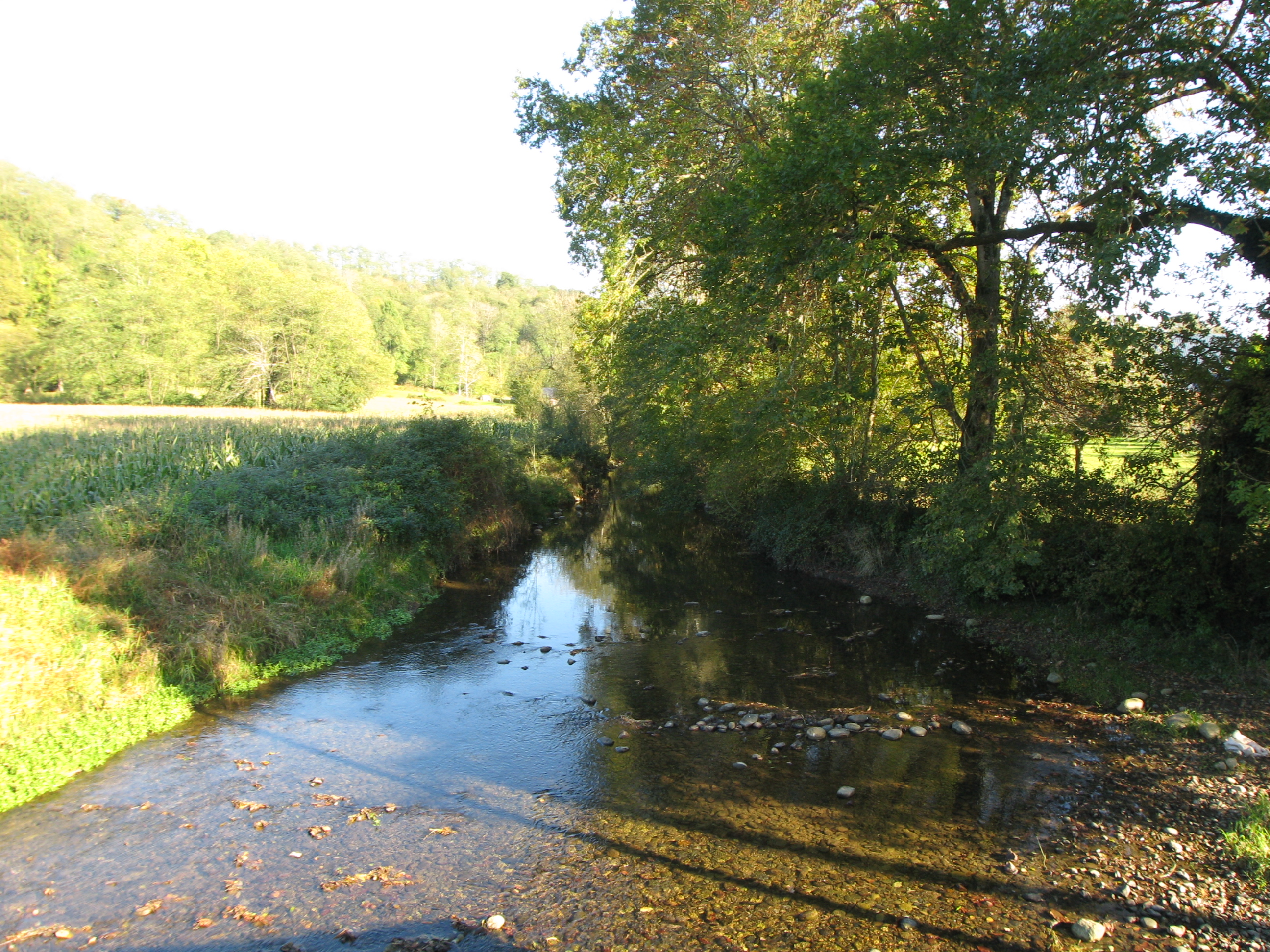
L'Escou à Escout.
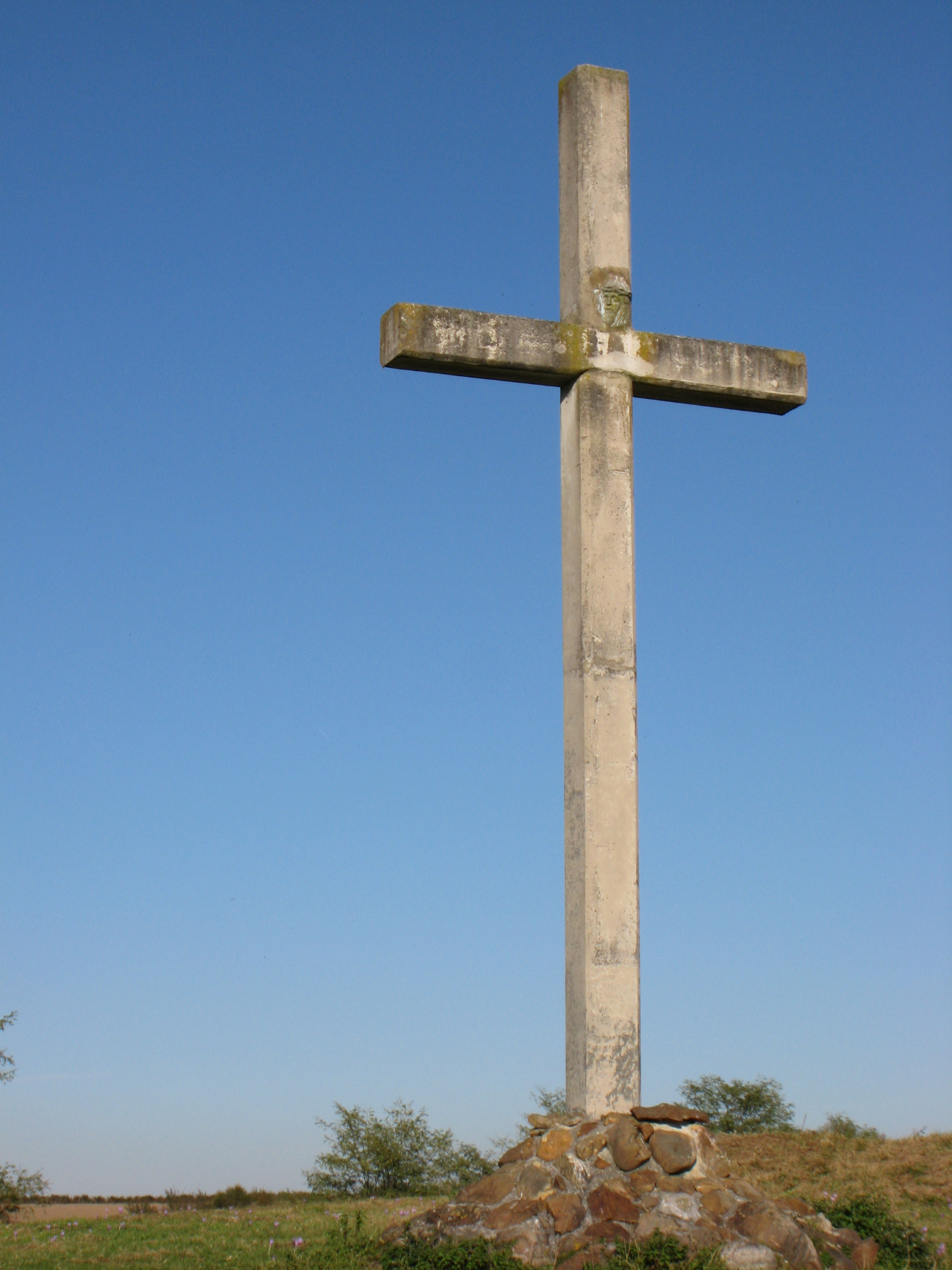
Croix dressé près du dolmen n°1 de Peyrecor.
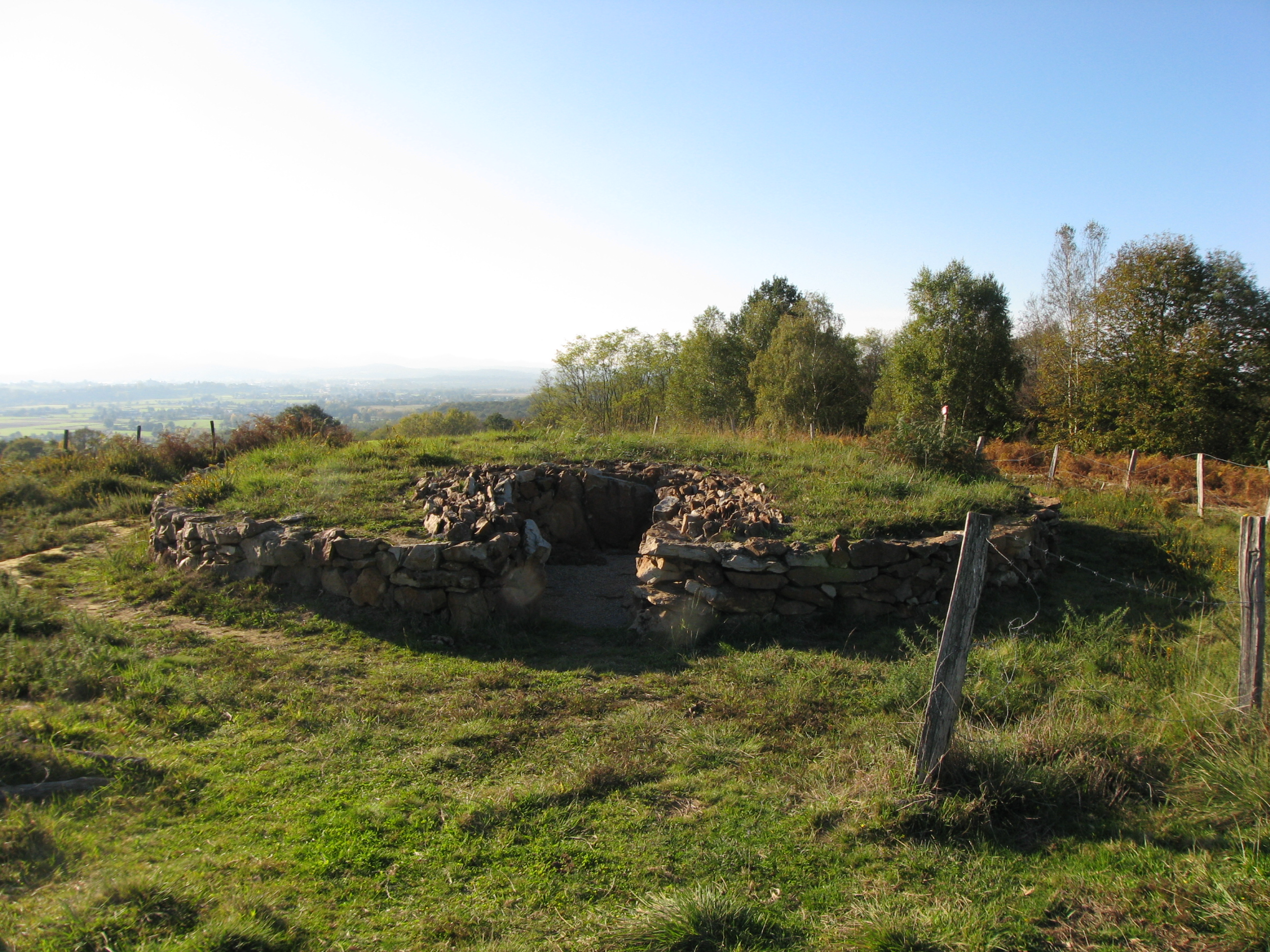
Dolmen n°2 de Peyrecor.

### Patrimoine civil
Les deux dolmens de Peyrecor sont datés du Néolithique final.

### Patrimoine religieux
L'église Saint-Vincent-Diacre date du XVIIe siècle.

## Équipements
La commune dispose d'une école élémentaire.

## Personnalités liées à la commune
- Jean-Vincent d'Abbadie de Saint-Castin était le 3e baron de Saint-Castin et fut aussi chef amérindien. Il est né en 1652 à Escout.
- Charles Laborde connu sous le pseudonyme de Chas Laborde, né à Buenos Aires (1886), mort à Paris (1941), passa son enfance au château Duplaa d'Escout, propriété de son père qui fit fortune en Argentine. Dessinateur, graveur, illustrateur, peintre et écrivain, il laissa ses souvenirs d'enfance dans Théodore et le Petit Chinois, édité par Lacourière en 1943[48].